# チャールズ・ステュアート (初代レノックス伯)
（第3期）初代レノックス伯チャールズ・ステュアート（Charles Stuart, 1555年 – 1576年）は、（第2期）第4代レノックス伯マシュー・ステュアートとイングランド王ヘンリー8世の姉マーガレット・テューダーの娘マーガレット・ダグラスの次男。スコットランド王兼イングランド王ジェームズ6世/1世の叔父。
父方ではスコットランド王ジェームズ2世の、母方ではイングランド王ヘンリー7世の子孫であり、両国の王位継承権を有していた。

## 生涯
1571年にスコットランドの幼王ジェームズ6世（のちのイングランド王ジェームズ1世）の摂政であった国王の祖父である父マシューが殺害されると、伯爵位は国王のものとなった。ジェームズ6世の父はチャールズの亡き兄ダーンリー卿ヘンリー・ステュアートであったためである。しかしその後まもなく、新たにチャールズがレノックス伯に叙爵された。
1574年、おそらく母マーガレットの思惑によって、チャールズはハードウィックのベスの娘エリザベス・キャヴェンディッシュと性急な結婚をし、そのためにイングランド女王エリザベス1世の不興を買い、母はロンドン塔に投獄された。翌1575年には一人娘アラベラ・ステュアートが生まれたが、チャールズはその翌年に病没した。アラベラが女性でありイングランド生まれであったため、スコットランドによって妨げられ伯爵位を継ぐことができなかった。妻エリザベスは1582年に死去し、7歳で孤児となったアラベラは母方の祖母ベスに養育された。1603年、アラベラはイングランド王位を主張した。1610年、アラベラはビーチャム卿ウィリアム・シーモア（のちの第2代サマセット公）と秘密結婚したがこれが王位への脅威とみなされ、ロンドン塔に投獄された。国外への逃亡を図るもアラベラは連れ戻され、1615年にロンドン塔で死亡した。